# Ty Nsekhe
Attauyo Nsekhe (Brooklyn, Nueva York; 27 de octubre de 1985) más conocido como Ty Nsekhe, es un jugador profesional estadounidense de fútbol americano, se desempeña en la posición de offensive tackle en Cleveland Browns, en la National Football League (NFL).

## Carrera
Fue parte del plantel de St. Louis Rams durante dos temporadas (2012-2013), estuvo cuatro temporadas en los Washington Redskins (2015-2019), dos temporadas en Buffalo Bills (2019-2021), una temporada en Dallas Cowboys (2021-2022), una temporada en Los Angeles Rams (2022-2023), y lleva una temporada en Cleveland Browns, donde comenzó a jugar en 2023.